# Социология мышления
Социология мышления – это область социологии, изучающая мышление и его историческое развитие. В отличие от традиционной социологии знания, социология мышления акцентирует внимание не только на содержании идей, но и на механизмах их порождения, обусловленных социальными, историческими и культурными факторами.
Как и социология знания, в сферу интересов которой она входит, социология мышления не укладывается в традиционные отрасли социологии.

## История
Социолог Ричард Сведберг отмечает, что, на протяжении развития социологии, по ряду причин, «социология» и «мышление» редко обсуждаются совместно. По его словам, несмотря на то что «все мы думаем и осознаём крайне личный характер наших мыслей, эти мысли считаются второстепенными по отношению к тому, что мы говорим и что мы знаем». Таким образом, хотя социологи часто исследуют результаты мыслительной деятельности, сам процесс мышления, как правило, уходит на второй план.
Дела обстоят иначе в философии, где больше внимания уделяется феномену мышления. Так, в философских работах Канта, Кьеркегора и Хайдеггера некоторые исследователи видят предпосылки к формированию социологии мышления. Например, эссе Канта «Что такое Просвещение?» можно воспринять как короткий, доступный трактат о мышлении, объясняющий, что значит думать, зачем людям думать и каковы последствия мышления.
Кьеркегора интересовало отношение мышления к существованию отдельной личности. Для него мышление является частью существования: «человек мыслит и существует».
Хайдеггер считал, что все люди способны мыслить, но многие этого не делают. Он различает истинное мышление, на которое способен каждый индивид, и обыденное мышление, которым мы обычно занимаемся (мышление в одном направлении, или бездумная болтовня), которое провоцирует наша повседневная жизнь в технологическом обществе. По мнению Хайдеггера, вместо того, чтобы «думать», люди чаще «осуждают».
Развитие мышления уже в контексте общества и социальных явлений начали изучать социологи 19-20 вв., среди них Карл Маннгейм, Дж. Г. Мид, Эмиль Дюркгейм, Макс Шелер и др.
Одна из наиболее известных работ Маннгейма в области исследования социального генезиса идей – это «Идеология и утопия». Задача этой работы – выявить социальные корни мышления. Согласно Маннгейму, процесс мышления осуществляют не изолированные индивиды как таковые, а мыслят люди в определенных группах, сформировавших уникальный стиль мышления в результате бесконечного ряда реакций на типичные ситуации, которые характеризуют общую для них позиции. Тем самым, человеческое мышление, порождающее новые идеи, всегда определяется классовой, национальной, религиозной принадлежностью и другими социальными факторами. Маннгейм также различает «идеологии» и «утопии» как две формы социально обусловленного мышления. Идеология является формой мышления, связанной с существующим социальным порядком, и её носителями выступают в основном социальные группы, чьё положение в обществе привилегированное или по крайней мере устойчивое; они заинтересованы в сохранении текущего социального устройства. Наоборот, утопия – это форма мышления, которой придерживаются социальные группы, недовольные существующими условиями жизни и желают более совершенного социального устройства.

Мид при исследовании социологии мышления проводит чёткое различие между я и телом:
«Я представляет собой нечто рефлективное, нечто, что может быть и объектом, и субъектом; оно может сделать объект из самого себя. Наши части тела (например, сердце, пищеварительная система) могут работать сами по себе без нашего сознательного контроля, и они представляют собой единство, так как мы заставляем их принадлежать нашему я. Когда мы чем-то поглощены, то я исчезает. К тому же существует множество опытов я, которые никак не связаны с телом: мышление, воображение, память».
По мнению Мида, это нетелесное я, порождаемое мышлением, возникает только в социальном опыте:
«Человек получает опыт самого себя не через прямое наблюдение, а только косвенно, с позиции других. Это то, что характерно также для человеческой коммуникации. Животные подают сигналы, которые имеют значимость для других членов их вида, но человеческие слова — это символы, которые направлены не только на других, но также и на самого себя».

### Подходы К.Р. Мегрелидзе
Значительный вклад в развитие социологии мышления внес Константин Романович Мегрелидзе. В своей книге «Основные проблемы социологии мышления» (2007) он утверждал, что мышление формируется не только под влиянием биологических факторов, но прежде всего через общественно-исторические закономерности. Он критиковал натуралистические подходы, рассматривающие мышление как сугубо биологический процесс, и настаивал на том, что оно является продуктом социального взаимодействия.
Мегрелидзе отмечал, что традиционная философия и психология недооценивали социальный характер мышления, рассматривая его как сугубо индивидуальный процесс. В противовес этому он доказывал, что разум приобретает объективное бытие в материальной культуре, языке и социальных институтах, что делает возможным его изучение социологическими методами.

## Применение
Применение социологии знания и социологии мышления можно встретить в работах Карла Маркса, который пытался установить связи между философскими концепциями и конкретными социальными структурами, в которых они возникали. В частности, он анализировал зависимость развития той или философской мысли от социального статуса или класса её пропонентов.
Основатель структурного функционализма, Эмиль Дюркгейм, внёс значительный вклад в развитие социологии мышления, пытаясь установить социальное происхождение и функции морали, социальных ценностей, религии. Он утверждал, что эти фундаментальные категории мышления являются социальными конструктами и передаются обществом через его взаимозависимые компоненты (социальные институты). Каждый из этих компонентов выполняет функцию (вносит вклад) поддержания общества или обеспечения его равновесия.
В социологии мышления выделяется мышление интеллектуалов, творческое или рутинное, так как, в отличие от большинства обычных мыслей оно оставляет видимые следы: как сразу же, в процессе письма, так и на более масштабном уровне — в структуре интеллектуальных сетей. Анализ подобных видов мышления помогает выделить основные тенденции и особенности творческих и интеллектуальных процессов.
Как вспомогательная наука, социология мышления изучается наравне с социологией знания, в основном благодаря усилиям Маннгейма, который сумел институционализировать социологию знания как подполя в общей социологии. Так, социологический анализ мышления, проводимый ранее лишь частично и обыденным путём, стал объектом комплексных научных исследований.

## Современное значение
Социология мышления находит применение в анализе массовых коммуникаций, политического сознания, научных парадигм и культурных трансформаций. Исследования показывают, что изменения в социальной структуре и технологии влияют на характер мышления, формируя новые когнитивные стили и способы восприятия информации.
Работа К.Р. Мегрелидзе остается актуальной и сегодня, поскольку она помогает понять, как общественные изменения влияют на эволюцию идей и интеллектуальных традиций.

## Обсуждение
Критический анализ социологии мышления выявляет частое пересечение понятий знания, мысли и мышления, которые остаются недостаточно конкретными в работах многих социологов. К примеру, критики Маннгейма указывают на то, что он часто пишет о социологии знания и мышления как о взаимозаменяемых понятиях, хотя знание, по сути, является результатом мышления. В этой связи также критикуется неясность понятий знания, разума и мышления в социологии, которые пересекаются и в работах других исследователей.
Рассматривая социологию мышления, исследователи утверждают, что она имеет отношение ко всем социокультурным явлениям, так как все основные идеи и человеческие знания (продукты мышления) могут анализироваться в её контексте.